# إيجي موريوكا
إيجي موريوكا (8 يونيو 1946 – 9 نوفمبر 2004) هو ملاكم ياباني راحل، مثّل بلاده في الألعاب الأولمبية الصيفية 1968 وحقق الميدالية البرونزية في فئة وزن البانتام.

## روابط خارجية
إيجي موريوكا على موقع بوكس ريك (الإنجليزية) (registration required)
- إيجي موريوكا على موقع اللجنة الأولمبية الدولية (الإنجليزية)
- إيجي موريوكا على موقع أوليمبيديا (الإنجليزية)